# Биково (Каблуковське сільське поселення)
Биково (рос. Быково) — присілок в Калінінському районі Тверської області Російської Федерації.
Населення становить 1 особу. Входить до складу муніципального утворення Каблуковське сільське поселення.

## Історія
Від 2005 року входить до складу муніципального утворення Каблуковське сільське поселення.

## Населення
| 1887 | 1997 | 2010 |
| ---- | ---- | ---- |
| 277  | ↘19  | ↘1   |